# 慕容詳
慕容詳（？—397年），鲜卑名普驎，昌黎郡棘城县人（今辽宁省锦州市义县）人，追尊燕文明帝慕容皝的曾孙，后燕宗室，封开封公，後一度稱燕帝。

## 生平
北魏君主、魏王拓跋珪率領魏軍圍攻后燕首都中山，後燕永康二年（397年），後燕不敵北魏的進攻，皇帝慕容寶等撤出都城中山（今中國河北省定州市），出逃龍城（今辽宁省朝阳市）。依然使用永康年號至398年。城內大亂，慕容詳當時不及跟隨撤退，因此被推為盟主以抵禦北魏的攻擊。然而，慕容詳為鞏固自己的地位，不斷翦除城內其他勢力，杀死之前被扣押的拓跋珪堂弟拓跋觚，拓跋珪知道以后很伤心。同年稍後不久，魏軍退卻后，慕容詳即皇帝位，改元建始。
由於慕容詳嗜酒好殺，不恤士民。七月，中山城民遂迎趙王慕容麟入城，慕容麟入城後，慕容詳被逮捕後處死。慕容麟自立，改元延平。
拓跋珪攻克中山后，挖出慕容详的灵柩，斩其尸体，为拓跋觚报仇。

## 家庭

### 哥哥
- 慕容青，南安王[2]